# 东王集镇
东王集镇是中华人民共和国江苏省连云港市灌云县下辖的一个镇。
2015年1月9日，江苏省人民政府批复同意撤销东王集乡，以原东王集乡行政区域设立东王集镇，镇政府驻直属村委会。

## 行政区划
东王集镇下辖以下村级行政区划单位：
直属村、东湾村、兴春村、韩圩村、杨圩村、合兴村、法科村、任圩村、焦荡村、黄杨村、六里村、小垛村、后河村、伊东村、元邦村、条河村、大南村、盐东村、封庄村、蒋圩村和盐河村。